# Lead star
Lead star（英語）は、低金属量の恒星で、他のs過程で生成される元素の存在量に比べると鉛とビスマスの存在量が顕著に大きい、特異星の一種。2001年に、ベルギー・フランスの天文学者チームにより発見された。